# De la Roche (1755)
De la Roche is de naam van een Zuid-Nederlandse adellijke familie die in 2015 uitstierf.

## Geschiedenis
In 1755 verleende keizerin Maria Theresia erfelijke adel aan Pierre-Joseph de la Roche, pensionaris van de stad Bergen.

## Genealogie
- Pierre-Joseph de la Roche (zie hierboven) (1703-1780), x Anna-Marie Richer (1716-1765)
  - Louis de la Roche (1743-1810), x Philiberte Petit du Forest (1750-1807)
    - Alexandre de la Roche (1792-1857), x Hidulphine Meuret (1797-1866)
      - Léon de la Roche (1828-1856), x Léontine Visart de Bocarmé, (1831-1887)
        - Paul de la Roche (1853-1892), x Valérie de Maere (1852-1932)
          - Léon de la Roche (zie hierna)

        - Gustave de la Roche (1855-1881), x Augusta Rouvez (1861-1943)
          - Gustave de la Roche (zie hierna)

  - Alexandre de la Roche (zie hierna)
  - Nicolas de la Roche (1755-1792), x Marie-Amélie de Cocquéau (1766-1842)
    - Louis de la Roche (zie hierna)

## Léon de la Roche
Léon Charles Leopold Eugène Joseph de la Roche (Thieusies, 27 februari 1877 - 7 oktober 1942) was een zoon van Paul de la Roche en van Valérie de Maere. Hij trouwde in 1902 met Marie Valérie van Tieghem de ten Berghe (1880-1940), dochter van Paul van Tieghem de ten Berghe en Adèle Boyaval, en kleindochter van de Brugse burgemeester Jules Boyaval. Hij werd burgemeester van Thieusies en lid van de Hoge Raad voor de Jacht. In 1903 werd hij erkend in de Belgische adel. Naast twee dochters had het echtpaar een zoon, Paul de la Roche (1921-2011), die tweemaal trouwde, maar kinderloos overleed. In 1968 adopteerde hij een zoon die de naam de la Roche aannam, zonder de adellijke status te erven.

## Gustave de la Roche
Gustave Léopold Adolphe Marie Joseph Ghislain Pierre Paul de la Roche (Hyon, 28 juni 1881 - Sint-Pieters-Woluwe, 17 april 1960) was een zoon van Gustave de la Roche en van Augusta Rouvez. Hij trouwde in 1913 met Gabrielle de Goussencourt (1888-1978). Hetzelfde jaar werd hij erkend in de erfelijke adel. Het echtpaar kreeg drie dochters en een zoon die ongehuwd bleef. De jongste dochter, Paule de la Roche (1916-2015), adopteerde in 1983 een neef, Serge Rysman de Lockerente (°1945), die de naam De la Roche aannam. De adoptie betekende niet dat hij de adellijke status erfde, maar hij werd zelf in 1986 in de erfelijke adel verheven en er ontstond een nieuw adellijke geslacht De la Roche. Hoewel deze familietak is uitgedoofd, wordt ze toch onrechtstreeks verdergezet in de drie kinderen van Serge.

## Alexandre de la Roche
- Alexandre Joseph de la Roche (Bergen, 28 april 1754 - Harveng, 14 maart 1833) werd in 1822 erkend in de erfelijke adel en benoemd tot lid van de Ridderschap van Henegouwen. Hij was een zoon van Pierre-Joseph, pensionaris van de stad Bergen en van Anne-Marie Richer. Hij trouwde met Marie-Hélène Le Maire (1767-1841). 
  - Gustave de la Roche (1806-1876) trouwde met Flore Cossée de Maulde (1811-1835). Hij werd burgemeester van Harveng.
    - Theobald de la Roche Marchiennes (1832-1912) werd burgemeester van Harveng en kreeg vergunning om Marchiennes aan zijn naam toe te voegen. Hij trouwde met Emma d'Hanins de Moerkerke.
      - Octave de la Roche Marchiennes (1863-1946) trouwde met Jeanne Hubert de Salmont (1861-1912), weduwe van baron Raoul Bonaert. Hij adopteerde in 1915 baron Louis Bonaert, zoon uit het eerste huwelijk van zijn vrouw, die de naam Bonaert de la Roche Marchiennes aannam.

## Louis de la Roche
- Louis Joseph de la Roche (Bergen, 18 mei 1789 - 31 maart 1875) werd in 1847 erkend in de erfelijke adel, met de titel ridder, overdraagbaar bij eerstgeboorte. Hij was officier in de Franse legers onder het keizerrijk en vervolgens schepen van Bergen. Hij trouwde met Adèle de Bagenrieux (1798-1889).
  - Camille de la Roche (1829-1904) trouwde met Anna Desmanet de Grignart (1833-1857). Hij was burgemeester van Sars-la-Bruyère. Hun enige dochter bleef ongehuwd.

De verschillende familietakken zijn uitgedoofd.